# ژیمناستیک در المپیک تابستانی ۲۰۰۴
ژیمناستیک در بازی‌های المپیک تابستانی ۲۰۰۴ نام رویداد ورزش ژیمناستیک در بازی‌های المپیک تابستانی بود که در سال ۲۰۰۴ برگزار شد.

## ژیمناستیک هنری

### مردان
| بازی‌ها             | طلا | نقره                                                                                               | برنز |
| انفرادی تمام اسباب | پل هام · ایالات متحده آمریکا                                                                                        | کیم دائه-اون · کره جنوبی                                                                           | یانگ تای-یونگ · کره جنوبی |
| تیمی تمام اسباب    | ژاپن (JPN) · تاکه‌هیرو کاشیما · هیساشی میزوتوری · دایسوکه ناکانو · هیرویوکی تومیتا · نائویا تسوکاهارا · ایسائو یوندا | ایالات متحده آمریکا (USA) · جیسن گتسن · مورگان هام · پل هام · برت مک‌کلور · بلین ویلسون · گارد یونگ | رومانی (ROU) · ماریان دراگولسکو · ایلی دانیل پوپسکو · دن نیکولای پوترا · ریزوان دورین شلاریو · یوآن سیلویو سوچیو · ماریوس اورزیکا |
| حرکات زمینی        | کایل شوفلت · کانادا                                                                                                 | ماریان دراگولسکو · رومانی                                                                          | یوردان یوچف · بلغارستان |
| بارفیکس            | ایگور کاسینا · ایتالیا                                                                                              | پل هام · ایالات متحده آمریکا                                                                       | ایسائو یوندا · ژاپن |
| میله پارالل        | والری هونچاروف · اوکراین                                                                                            | هیرویوکی تومیتا · ژاپن                                                                             | لی ژیائوپنگ · چین |
| خرک حلقه           | تنگ هایبین · چین | ماریوس اورزیکا · رومانی                                                                            | تاکه‌هیرو کاشیما · ژاپن |
| دارحلقه            | دیموستنیس تامپاکوس · یونان                                                                                          | یوردان یوچف · بلغارستان                                                                            | یوری چچی · ایتالیا |
| پرش از خرک         | خرواسیو دفر · اسپانیا                                                                                               | یوگنیس ساپروننکو · لتونی                                                                           | ماریان دراگولسکو · رومانی |

### زنان
| بازی‌ها             | طلا | نقره | برنز |
| انفرادی تمام اسباب | کارلی پترسون · ایالات متحده آمریکا                                                                                     | اسوتلانا خورکینا · روسیه                                                                                         | ژانگ نان · چین |
| تیمی تمام اسباب    | رومانی (ROU) · اوآنا بان · الکساندرا ارمیا · کاتالینا پونور · مونیکا روشو · نیکولتا دانیلا شوفرونیه · سیلویا استروئسکو | ایالات متحده آمریکا (USA) · موهینی باردوای · آنیا هاچ · ترین هامفری · کورتنی کوپتز · کورتنی مک‌کول · کارلی پترسون | روسیه (RUS) · لودمیلا اژووا · اسوتلانا خورکینا · ماریا کریوچکووا · آنا پاولوا · النا زامولودچیکووا · ناتالیا زیگانچینا |
| چوب موازنه         | کاتالینا پونور · رومانی                                                                                                | کارلی پترسون · ایالات متحده آمریکا                                                                               | الکساندرا ارمیا · رومانی                                                                                               |
| حرکات زمینی        | کاتالینا پونور · رومانی                                                                                                | نیکولتا دانیلا شوفرونیه · رومانی                                                                                 | پاتریسیا مورینو · اسپانیا                                                                                              |
| پارالل ناهم‌سطح     | امیلی لو پنک · فرانسه                                                                                                  | ترین هامفری · ایالات متحده آمریکا                                                                                | کورتنی کوپتز · ایالات متحده آمریکا                                                                                     |
| پرش از خرک         | مونیکا روشو · رومانی                                                                                                   | آنیا هاچ · ایالات متحده آمریکا                                                                                   | آنا پاولوا · روسیه |

## ژیمناستیک ریتمیک
| بازی‌ها       | طلا | نقره | برنز |
| انفرادی زنان | آلینا کابائوا · روسیه                                                                                             | ایرینا تچاچینا · روسیه                                                                                            | آنا بسونووا · اوکراین |
| گروهی زنان   | روسیه (RUS) · اولسیا بلوجینا · اولگا گلاتسکیخ · تاتیانا کورباکووا · ناتالیا لاورووا · یلنا پوسفینا · النا مورزینا | ایتالیا (ITA) · الیزا بلانچی · فابریتزیا دوتاویو · مارینلا فالکا · دنیلا ماسرونی · الیزا سانتونی · لائورا ورنیتزی | بلغارستان (BUL) · ژانتا ایلیه‌وا · الئونورا کژووا · زورنیتسا مارینووا · کریستینا رانگلووا · گالینا تانچه‌وا · ولادیسلاوا تانچه‌وا |

## ترامپولین
| بازی‌ها        | طلا                    | نقره                       | برنز                  |
| انفرادی مردان | یوری نیکیتین · اوکراین | الکساندر موسکالنکو · روسیه | هندریک اشتلیک · آلمان |
| انفرادی زنان  | آنا دوگونادزه · آلمان  | کارن کوکبورن · کانادا      | هوانگ شان‌شان · چین    |

## جدول مدال‌ها
| رتبه  | کشور                      | طلا | نقره | برنز | مجموع |
| ۱     | رومانی (ROU)              | ۴   | ۳    | ۳    | ۱۰    |
| ۲     | ایالات متحده آمریکا (USA) | ۲   | ۶    | ۱    | ۹     |
| ۳     | روسیه (RUS)               | ۲   | ۳    | ۲    | ۷     |
| ۴     | اوکراین (UKR)             | ۲   | ۰    | ۱    | ۳     |
| ۵     | ایتالیا (ITA)             | ۱   | ۱    | ۱    | ۳     |
| ۶     | ژاپن (JPN)                | ۱   | ۱    | ۲    | ۴     |
| ۷     | کانادا (CAN)              | ۱   | ۱    | ۰    | ۲     |
| ۸     | چین (CHN)                 | ۱   | ۰    | ۳    | ۴     |
| ۹     | آلمان (GER)               | ۱   | ۰    | ۱    | ۲     |
| ۹     | اسپانیا (ESP)             | ۱   | ۰    | ۱    | ۲     |
| ۱۱    | فرانسه (FRA)              | ۱   | ۰    | ۰    | ۱     |
| ۱۱    | یونان (GRE)               | ۱   | ۰    | ۰    | ۱     |
| ۱۳    | بلغارستان (BUL)           | ۰   | ۱    | ۲    | ۳     |
| ۱۴    | کره جنوبی (KOR)           | ۰   | ۱    | ۱    | ۲     |
| ۱۵    | لتونی (LAT)               | ۰   | ۱    | ۰    | ۱     |
| مجموع | مجموع                     | ۱۸  | ۱۸   | ۱۸   | ۵۴    |

## کشورهای شرکت کننده
۲۵۲ ورزشکار از ۴۵ کشور در این مسابقات به رقابت با یک دیگر پرداختند.
| - آرژانتین (۱) - استرالیا (۹) - جمهوری آذربایجان (۱) - بلاروس (۸) - بلژیک (۱) - بولیوی (۱) - برزیل (۷) - بلغارستان (۵) - کانادا (۱۵) - کیپ ورد (۱) - چین (۱۵) - کلمبیا (۱) | - کوبا (۳) - جمهوری چک (۲) - دانمارک (۱) - فرانسه (۱۳) - گرجستان (۲) - آلمان (۱۱) - بریتانیای کبیر (۹) - یونان (۷) - مجارستان (۲) - ایسلند (۱) - اسرائیل (۲) | - ایتالیا (۱۰) - ژاپن (۱۰) - قزاقستان (۲) - لتونی (۲) - مالزی (۱) - مکزیک (۲) - هلند (۴) - کره شمالی (۸) - پرتغال (۲) - پورتوریکو (۱) - رومانی (۱۲) | - روسیه (۱۸) - اسلواکی (۲) - آفریقای جنوبی (۲) - کره جنوبی (۷) - اسپانیا (۱۳) - سوئد (۱) - سوئیس (۴) - تونس (۱) - اوکراین (۱۶) - ایالات متحده آمریکا (۱۴) - ازبکستان (۲) |